# Parco nazionale di Riisitunturi
Il parco nazionale di Riisitunturi (in finlandese: Riisitunturin kansallispuisto) è un parco nazionale della Finlandia, nella provincia della Lapponia. È stato istituito nel 1982 e occupa una superficie di 77 km².